# Leonys Martín
Leonys Martín Tápanes (né le 6 mars 1988 à Corralillo, Cuba) est un joueur de champ extérieur des Cubs de Chicago de la Ligue majeure de baseball. 

## Carrière

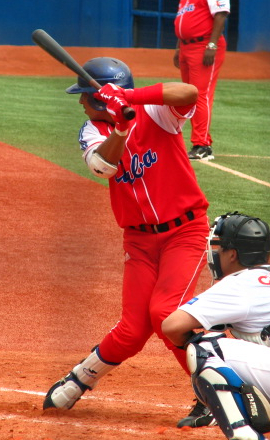
Leonys Martín en 2010 avec l'équipe nationale de Cuba.

### Cuba
Leonys Martín joue cinq saisons pour Villa Clara, un club de la Serie Nacional de Béisbol à Cuba et y maintient une moyenne au bâton en carrière de ,314. 

### Défection de Cuba
Il s'aligne avec l'équipe de son pays au championnat du monde de baseball universitaire disputé en juillet et août 2010 à Tokyo, Japon. Cuba remporte la médaille d'or le 7 août devant l'équipe des États-Unis et Martín termine le tournoi avec une moyenne au bâton de ,450 avec neuf coups sûrs en 20 présences au bâton. 
Martín fait défection de son pays. Il fuit l'équipe cubaine à Tokyo après la victoire de la sélection de son pays au championnat universitaire 2010. Après être disparu sans laisser de trace pendant un mois, il refait surface au Mexique sans que l'on sache les détails de son parcours ou comment il a échappé à son équipe. Martín, qui avait déjà attiré l'attention des dépisteurs de la Ligue majeure de baseball, est mis sous contrat le 4 mai 2011 par les Rangers du Texas, qui lui donnent un contrat de 15,5 millions de dollars US pour cinq ans.

### Ligues mineures
Martín fait rapidement sa marque dans les ligues mineures dès qu'il est assigné après avoir signé son contrat avec Texas. Il frappe pour ,348 de moyenne avec 39 coups sûrs, 24 points marqués et 24 points produits en seulement 29 matchs à Frisco, le club-école de niveau AA des Rangers dans la Texas League, avant de graduer au niveau AAA chez l'Express de Round Rock de la Ligue de la côte du Pacifique.

### Rangers du Texas

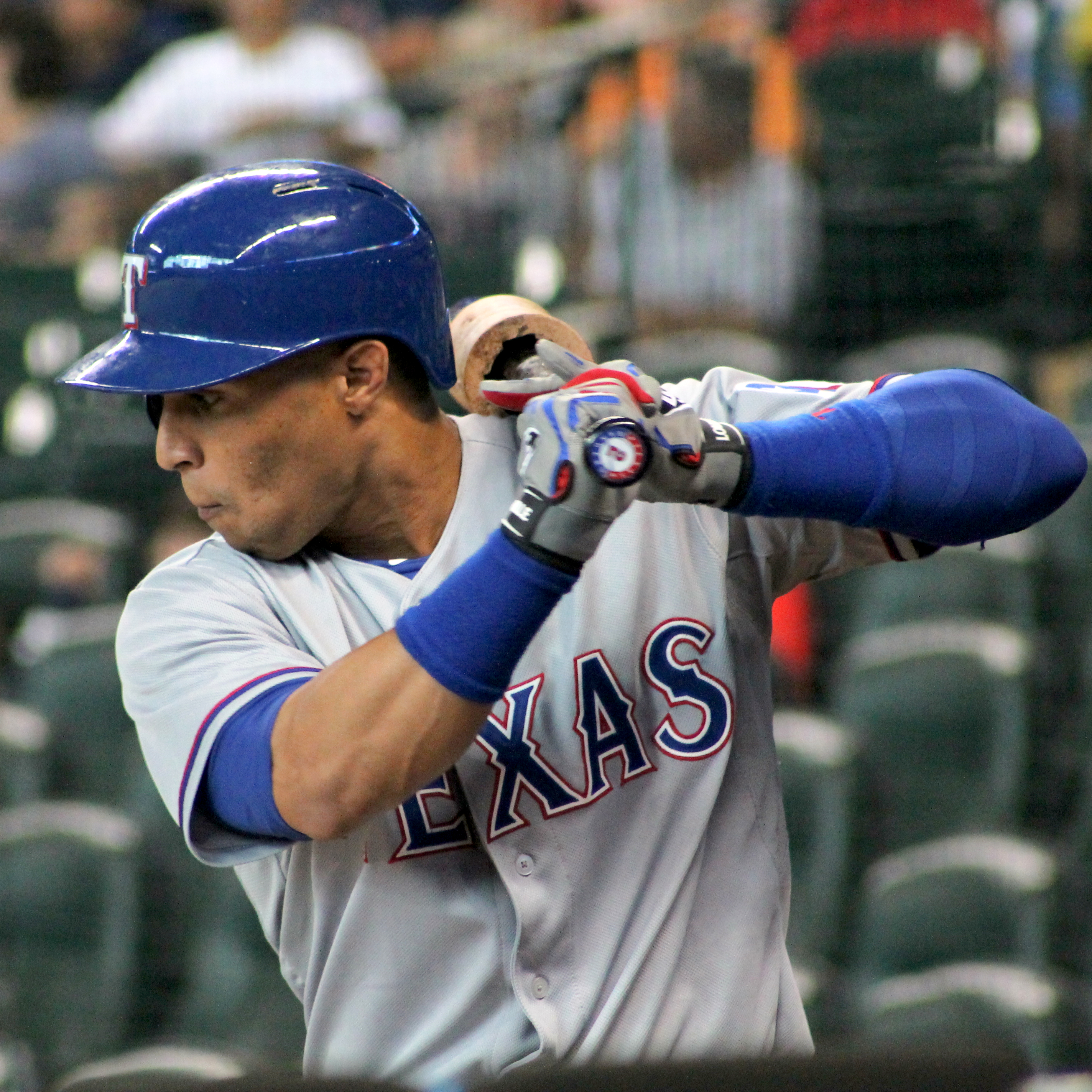
Leonys Martín en 2014 lors d'un match des Rangers du Texas à Houston.

Martín fait ses débuts dans le baseball majeur avec les Rangers du Texas le 2 septembre 2011. À son premier essai au bâton, comme frappeur suppléant, il réussit son premier coup sûr dans les majeures contre le lanceur des Red Sox de Boston Tim Wakefield. Il frappe trois coups sûrs en huit présences au bâton en huit matchs pour les Rangers en septembre 2011.

### Mariners de Seattle
Le 16 novembre 2015, les Rangers échangent Leonys Martín et le lanceur droitier Anthony Bass aux Mariners de Seattle pour le releveur droitier Tom Wilhelmsen, le voltigeur James Jones et le joueur de champ intérieur Patrick Kivlehan.

### Cubs de Chicago
Martín est transféré aux Cubs de Chicago le 31 août 2017. Ses débuts dans l'uniforme des Cubs se font de manière inusitée puisque sa première apparition avec sa nouvelle équipe est comme lanceur dans une dégelée de 12-0 subie par Chicago aux mains des Pirates de Pittsburgh le 4 septembre 2017.